# Dorcadion ardahense
Dorcadion ardahense är en skalbaggsart som beskrevs av Stefan von Breuning 1975. Dorcadion ardahense ingår i släktet Dorcadion och familjen långhorningar. Inga underarter finns listade i Catalogue of Life.